# Jumiltepec
Jumiltepec är en ort i kommunen Tejupilco i delstaten Mexiko i Mexiko. Samhället hade 294 invånare vid folkräkningen 2020.